# Batalla de Manila (1898)

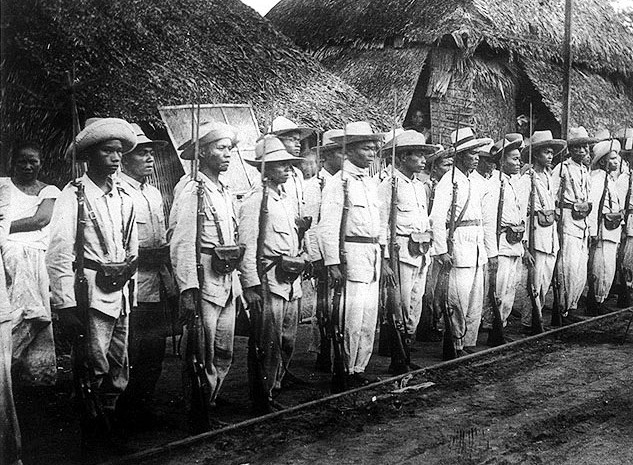
"Soldados insurgentes (filipinos) en las Filipinas, 1899".

La batalla de Manila (filipino: Labanan sa Maynila; inglés: Battle of Manila), a veces llamada la batalla simulada de Manila, fue un enfrentamiento terrestre que tuvo lugar en Manila el 13 de agosto de 1898, al final de la guerra hispano-estadounidense, cuatro meses después de la decisiva victoria del escuadrón asiático del comodoro Dewey en la batalla de Cavite. Los beligerantes eran fuerzas españolas dirigidas por el gobernador general de Filipinas, Fermín Jáudenes, y fuerzas estadounidenses lideradas por el general de brigada del ejército de los Estados Unidos Wesley Merritt y el comodoro de la marina de los Estados Unidos George Dewey. Las fuerzas estadounidenses fueron apoyadas por unidades del Ejército Revolucionario Filipino, dirigido por Emilio Aguinaldo.
La batalla a veces se conoce como la "Batalla simulada de Manila" porque los generales locales españoles y estadounidenses, que todavía estaban legalmente en guerra, planearon en secreto y en conjunto la batalla para transferir el control del centro de la ciudad de los españoles a los estadounidenses mientras mantenían al Ejército Revolucionario Filipino, dirigido por Emilio Aguinaldo, fuera del centro de la ciudad.
La batalla dejó a las fuerzas estadounidenses en control de Intramuros, el centro de Manila, rodeado por las fuerzas revolucionarias filipinas, creando las condiciones para la batalla de Manila de 1899 y el comienzo de la guerra filipino-estadounidense.

## Antecedentes
Después de la victoria estadounidense en la Bahía de Manila el 1 de mayo de 1898, la Marina de los Estados Unidos, bajo el almirante George Dewey, bloqueó la ciudad de Manila y esperó a que llegaran las fuerzas terrestres. Estados Unidos organizó el Octavo Cuerpo de Ejército, denominado Fuerza Expedicionaria de Filipinas, bajo el mando del mayor general Wesley Merritt. El 16 de mayo, la vanguardia de la fuerza dejó San Francisco bajo el mando del general de brigada Thomas M. Anderson. Merritt, el mismo día, solicitó información sobre la fuerza de los españoles en Filipinas. El cónsul estadounidense en Hong Kong proporcionó la información necesaria: 21 000 hombres, incluidos 4 000 filipinos, todos excepto 1 000 en Manila. Dewey, sin embargo, envió información más precisa: alrededor de 40 000 tropas, incluyendo alrededor de 16 000 filipinos, alrededor de 15 000 estaban situadas en Manila y nueve cañones de artillería en Manila. A mediados de junio, unos 40 000 revolucionarios filipinos bajo el mando del general Antonio Luna habían cavado catorce millas de trincheras alrededor de Manila. Los revolucionarios filipinos, tomando el control de la única estación de bombeo de Manila, cortaron el suministro de agua a la ciudad.
El primer contingente de tropas estadounidenses llegó a Cavite el 30 de junio, el segundo al mando del general Francis V. Greene el 17 de julio y el tercero al mando del general Arthur MacArthur el 30 de julio. En este momento, unos 12 000 soldados estadounidenses habían desembarcado en Filipinas.
Emilio Aguinaldo había presentado términos de rendición al gobernador general español de Filipinas, Basilio Augustín, quien los rechazó inicialmente, creyendo que se enviarían más tropas españolas para levantar el asedio. A medida que las fuerzas combinadas de filipinos y estadounidenses se estaban acercando, Augustín se dio cuenta de que su posición no tenía remedio, continuó secretamente negociando con Aguinaldo, incluso ofreciéndole $1 millón, pero este último se negó. Cuando el parlamento español se enteró del intento del gobernador general Augustín de negociar la rendición del ejército a los filipinos bajo Aguinaldo, se enfureció y liberó a Augustín de sus deberes como gobernador general, a partir del 24 de julio. España se enteró de las intenciones de Agustín de entregar Manila a los filipinos, que había sido la razón por la que había sido reemplazado por Jáudenes. El 16 de junio, los buques de guerra partieron de España para levantar el asedio, pero alteraron el rumbo hacia Cuba, donde una flota española estaba en peligro por la Marina de los EE. UU. En agosto de 1898, la vida en Intramuros (el centro amurallado de Manila), donde la población normal de unos diez mil había aumentado a unos setenta mil, se había vuelto insoportable. Al darse cuenta de que era solo cuestión de tiempo antes de que la ciudad cayera, y temiendo venganza y saqueos si la ciudad caía ante los revolucionarios filipinos, el gobernador Fermín Jáudenes, el reemplazo de Augustín le sugirió a Dewey, a través del cónsul belga, Édouard André, que la ciudad se rindiera a los estadounidenses después de una breve batalla "simulada". Inicialmente, Dewey había rechazado la sugerencia porque carecía de las tropas para bloquear las fuerzas revolucionarias filipinas que sumaban 40 000, pero cuando las tropas de Merritt estuvieron disponibles, envió un mensaje a Jáudenes, aceptando la batalla simulada.

## Batalla
El 13 de agosto de 1898, con los comandantes estadounidenses sin saber que se había firmado un protocolo de paz entre España y los Estados Unidos el día anterior, Dewey comenzó su bombardeo según lo programado. Dewey ordenó a sus capitanes de barco que evitaran a Manila cualquier daño grave, pero los artilleros en un barco, sin darse cuenta de los arreglos negociados, lograron varios impactos directos antes de que su capitán pudiera dejar de disparar y retirarse de la línea.
La brigada del general Greene avanzó rápidamente a través de Malate y sobre los puentes para ocupar Binondo y San Miguel. Los estadounidenses que avanzaban hicieron un buen uso de nuevas armas, como la M1897 Trench Gun, que era ideal para el combate cuerpo a cuerpo. El general Arthur MacArthur Jr., avanzando simultáneamente en el camino de Pasay, encontró y venció la resistencia en los blocaos, trincheras y bosques a su frente, avanzó y sostuvo los puentes y la ciudad de Malate. Esto colocó a Manila en posesión estadounidense, a excepción de Intramuros. Poco después de ingresar a Malate, las tropas estadounidenses observaron una bandera blanca en las paredes de Intramuros. El teniente coronel C.A. Whittier, de los Voluntarios de los Estados Unidos, en representación del general Merritt, y el teniente Brumby, de la Armada de los Estados Unidos, en representación del Almirante Dewey, fueron enviados a tierra para comunicarse con el capitán general. El general Merritt pronto lo siguió personalmente, se reunió con el gobernador general Jaudenes y concluyó un acuerdo preliminar sobre los términos de la capitulación.
Aunque se había planeado una batalla simulada sin sangre, las tropas españolas abrieron fuego en una escaramuza que dejó seis estadounidenses y cuarenta y nueve españoles muertos cuando los revolucionarios filipinos, creyendo que el ataque era genuino, se unieron a las tropas estadounidenses que avanzaban. Excepto por las bajas no planificadas, la batalla había ido según el plan; los españoles habían entregado la ciudad a los estadounidenses, y no había caído en manos de los revolucionarios filipinos.

## Consecuencias
A todos los efectos prácticos, la caída de Manila provocó el final de la guerra hispano-americana en Filipinas. Merritt y Dewey finalmente recibieron la noticia del protocolo de paz el 16 de agosto. El Capitán Henry Glass del crucero blindado USS Charleston había aceptado la rendición de Guam el 20 de junio de 1898, mientras se dirigía a Manila, y el Capitán ED Taussig del barco de guerra USS Bennington reclamó la Isla Wake para los Estados Unidos el 17 de enero de 1899.
La guerra con España había llegado a su fin, pero en febrero de 1899, estalló la guerra filipino-estadounidense. Las tensiones entre las fuerzas filipinas bajo Emilio Aguinaldo y las fuerzas expedicionarias estadounidenses eran altas. Los filipinos se sintieron traicionados por los estadounidenses. Habían considerado a los estadounidenses como libertadores que ayudaban contra la ocupación española. El 4 de febrero de 1899, un soldado del ejército estadounidense disparó por primera vez contra un soldado revolucionario filipino y las fuerzas revolucionarias filipinas respondieron al fuego. Esto comenzó la batalla de Manila de 1899. Aguinaldo envió a un miembro de alto rango de su personal a Elwell Stephen Otis, el comandante militar de EE. UU., con el mensaje de que los disparos habían sido en contra de sus órdenes. Otis respondió: "Los combates, habiendo comenzado, deben continuar hasta el sombrío final".